# Венді Боумен

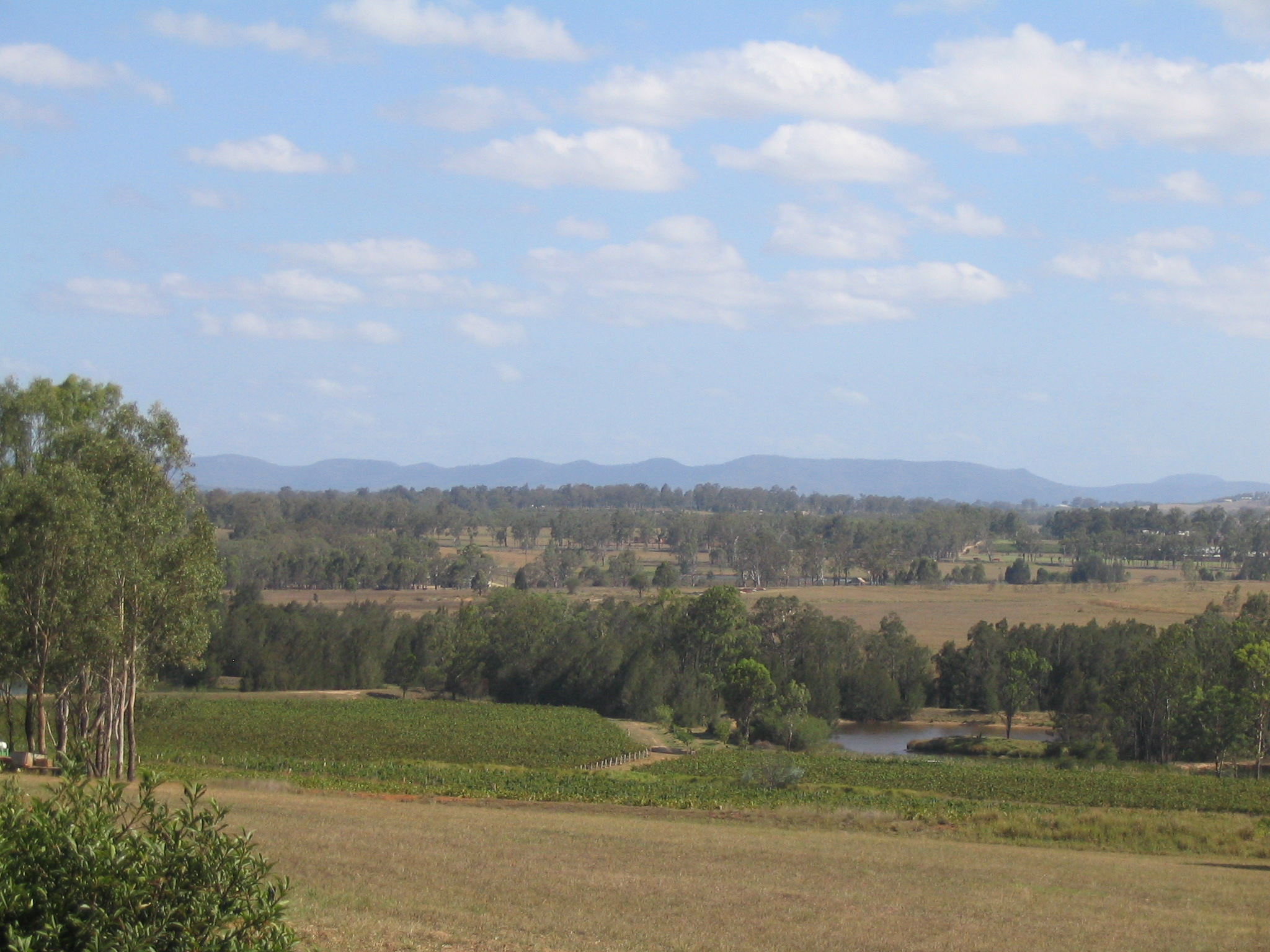
Пейзаж долини Гантер

Венді Боумен (англ. Wendy Bowman; бл. 1934 — 26 липня 2023) — австралійська фермерка і еколог у Новому Південному Вельзі. Завдяки своїй кампанії вона змогла не допустити, щоб китайська вугільна компанія Yancoal Australia розвивала видобуток вугілля в регіоні Гантер-Веллі. Їй не тільки вдалося зберегти свою сімейну ферму, а й захистити місцеву громаду від наслідків забруднення та погіршення навколишнього середовища. На знак визнання її зусиль у квітні 2017 року вона стала однією з шести екологів та екологинь (і єдиною жінкою), які були нагороджені екологічною премією Goldman.

## Біографія
Народжена в 1930-х роках в Сіднеї, Венді Боумен належала до сім'ї, яка зі сторони батька прибула до Австралії в 1798 році, а з боку матері оселилася в долині Гантер в ХІХ столітті. Після закінчення факультету мистецтва вона вийшла заміж за фермера з долини Гантер Міка Боумена. Коли він помер у 1984 році, вона взяла на себе господарство. У 1988 році в результаті відкритих гірничих робіт їй довелося переїхати.
У 1988 році її врожаї зазнали невдачі, коли видобуток корисних копалин спричинив забруднення важкими металами води, яка зрошувала її поле. Через вугільний пил у траві її худоба відмовлялася від їжі. З 1990 року, спочатку через MineWatch, а потім через лобі Hunter Environment Lobby, вона допомагала місцевим фермерам здійснювати політичні дії в Новому Південному Вельзі. Після переміщення ферми, у 2005 році їй дали шість тижнів на переїзд, щоб звільнити місце для іншої шахти. Вона оселилася в Роуздейлі в Камбервеллі.
У 2010 році китайська компанія Yancoal запланувала розширення шахти Ashton South East Open Cut до однієї з головних приток річки Гантер. Більшість фермерів у цьому районі продали свою власність до початку 2015 року. Боумен, чия земля займала більше половини поширення вугілля в передбачуваній шахті, відмовилася продавати, оскільки намагалася захистити територію від спустошення. У грудні 2014 року Суд з питань землі та довкілля постановив, що Yancoal може продовжувати розробку шахти, лише якщо Боумен погодиться продати землю. Незважаючи на пропозиції про мільйони доларів, вона продовжувала відмовлятися, довівши зусилля Yancoal до кінця.
На знак визнання її зусиль у квітні 2017 року вона була нагороджена екологічною премією Goldman.
Померла 26 липня 2023 року у 89-річному віці.